# Bernardo Manzano
Bernardo Juan Manzano Díaz (Guayaquil, siglo XX) es un ingeniero agrónomo ecuatoriano. Fue el ministro de Agricultura y Ganadería del Ecuador, entre mayo de 2022 y febrero de 2023; en el gobierno de Guillermo Lasso.

## Biografía
Bernardo Juan nació en la ciudad ecuatoriana de Guayaquil. Hijo del abogado francés, Bernard Manzano-Torres Vignol, y de Laura Clemencia Díaz. Tiene como hermana a la abogada Inés Manzano, ministra del Ambiente (2024-2025) y Energía (desde 2025).
Obtuvo el título de bachiller en el Colegio Francisco Javier, de su ciudad natal.
Se graduó en la Escuela Agrícola Zamorano (Honduras); obteniendo el título de ingeniero agronómo, en 1990.
Está casado con María Beatriz Plaza Huerta, con quien tuvo 4 hijos.

### Trayectoria
Su trayectoria laboral comienza como asistente de Gestión en Bagno S.A., de enero a julio de 1991; pasando a ser supervisor de Crédito agrícola en el Banco del Progreso, hasta diciembre del mismo año.
Fue superintendente de Distrito, de enero de 1992 a marzo de 1994. 
Fue superintendente de Zona (1994-1996); gerente agrícola (1997); gerente de Producción (1997-2008); gerente del Distrito Hacienda La Clementina (2008-2013), en la Corporación Noboa. Fue director de CEBIOCA S.A., (2001-2014); asesor de Operaciones en la Finca Inversionistas Suizas en Café Robustas, entre 2010 y 2014. Se desempeñó como Gerente de Zona 2 y 3, entre 2014 y 2016.
Entre 2009 a 2022, fue asesor agrícola en El Café. Fue director de Pacific Fruit Company y gerente general Ciudad Satélite Playas (2019-2022); gerente de zona de la Finca Industrial Bananera Álamos, de 2019 a 2021.

### Ministro de Estado
El 3 de mayo de 2022, fue nombrado por el presidente Guillermo Lasso, como ministro de Agricultura y Ganadería del Ecuador; al día siguiente fue posesionado como tal.
El 14 de febrero de 2023, presentó su renuncia al ministerio. Esto ocurre en medio de escándalo, después de que admitiera que envió su hoja de vida a Rubén Cherres, relacionado con Danilo Carrera; cuñado del presidente Lasso. Pero que esto fue en julio del 2021 y él fue nombrado en mayo del 2022. Manzano en su carta de renuncia, calificó de falso que su llegada se deba a una persona fuera del Gobierno, pero consideró prudente dar un paso al costado para evitar que la coincidencia dañe a la administración de Lasso.
Tras su salida del gobierno, dejó temas sin resolver, como el censo agropecuario, en el que se hizo una prueba piloto en Galápagos. La vacunación al sector avícola, tras la propagación de la influenza aviar y en el sector bananero, la prevención del fusarium raza 4, entre los pendientes.
El día 19 del mismo mes, el presidente Lasso aceptó su renuncia, encargando el ministerio a Eduardo Izaguirre.